# Konstitutionelle Monarchie in Frankreich (1791–1792)
Das Königreich Frankreich als eine konstitutionelle Monarchie bestand von 1791 bis 1792 während der Französischen Revolution.

## Geschichte
Im Zuge der Französischen Revolution machte die von der Verfassunggebenden Nationalversammlung (Konstituante) erarbeitete Verfassung vom 3. September 1791 aus der absoluten Monarchie des Königreichs eine konstitutionelle Monarchie. Äußeres Zeichen war hierfür, dass König Ludwig XVI. nun den Titel König der Franzosen trug. Ludwig XVI. legte zudem einen Eid auf die Verfassung ab.
Am 20. April 1792 stellte der König in der Nationalversammlung den Antrag, dem „König von Böhmen und Ungarn“ den Krieg zu erklären. Die Kriegserklärung wurde mit überwältigender Mehrheit angenommen, lediglich sieben Abgeordnete stimmten dagegen. Die Kriegswirklichkeit im Ersten Koalitionskrieg zeigte sich dagegen schnell ernüchternd. Auch Preußen erklärte Frankreich sofort den Krieg. Offiziere und Mannschaften der Armee setzten den verbündeten Österreichern und Preußen so wenig Widerstand entgegen, dass sehr bald Verrat gewittert wurde und eine Mobilisierung in den Pariser Sektionen einsetzte, die die Lage in Paris eskalieren ließ. In Paris wurde zudem das Manifest des Herzogs von Braunschweig bekannt, des Oberbefehlshabers der preußischen und österreichischen Truppen, mit dem Ziel, die königliche Familie zu befreien und Ludwig XVI. in seine angestammten Rechte wiedereinzusetzen.
Das faktische Ende des Königtums war in der Folge der 10. August 1792, als Ludwig XVI. sich und seine Familie nach dem Sturm auf die Tuilerien unter den Schutz der Gesetzgebenden Nationalversammlung stellte. Der König wurde mit seiner Familie am 13. August 1792 verhaftet und im Temple eingekerkert.
Der neu gewählte Nationalkonvent (convention nationale) schritt am 21. September 1792 zur Ausrufung der Ersten Französischen Republik. Die Hinrichtung des Königs erfolgte am 21. Januar 1793.